# 娜塔莎·贾特
娜塔莎·贾特（Natacha Jaitt，1977年8月13日—2019年2月23日）是阿根廷女模特、演员、广播电视主持人，也是一位猶太人。

## 生平
娜塔莎·贾特早年是一位色情杂志模特，後來她移民至西班牙，加入Crónicas marcianas。她还是Playboy TV《性爱办公室》（Sexual office）的主持人。此外她在99.1 Loca FM电台主持广播节目Esclava de tu agujero。她還为《Interviú》、《花花公子》、《Hombre》和《Paparazzi》等杂志拍摄照片。
2007年，娜塔莎·贾特回到阿根廷。她在花花公子电视上主持电视节目Sexo seguro。
2008年，她出演戏剧《Caliente》。2009年，她主持América TV的節目Natacha enciende tus sentidos。
她与演员阿德里安·约斯佩有過一段戀情，兩人育有一子。此外娜塔莎·贾特還有一女。

## 死亡
2019年2月23日，人們在布宜諾斯艾利斯郊区蒂格雷一間房間的床上發現了娜塔莎·贾特全身赤裸的尸體。尸检顯示她的死因是多重器官衰竭。最後證實娜塔莎·贾特死前有飲酒以及吸食可卡因。娜塔莎·贾特的遗体最後被安葬在拉塔布拉达猶太公墓中。